# Tore Lagerborg
Tore Eskil Lagerborg, född 24 maj 1914 i Katarina församling i Stockholm, död 17 februari 1975 i Storkyrkoförsamlingen i Stockholm, var en svensk kammarmusiker.
Tore Lagerborg, som var son till kammarmusikern Erik Lagerborg och Ada Axelina Nordström, gick i faderns fotspår och blev kammarmusiker i Kungliga Hovkapellet, där han spelade kontrabas från 1938 fram till sin död 1975. Han var utbildad vid Musikaliska Akademin och vid musikstudier i Italien. Han var i två omgångar ordförande i Hovkapellets förening samt initiativtagare till kårsammanslutningen vid Kungliga Teatern.
Han var först gift 1938–1945 med Anne-Marie Lagerborg och fick dottern Ankie Lagerborg. Efter skilsmässa gifte han om sig 1947 med Eva Holm och adopterade hennes son Tom Lagerborg. Tillsammans med Holm fick han även en dotter.